# Gibuti ai Giochi della XXIII Olimpiade
Gibuti ha partecipato alle Giochi della XXIII Olimpiade di Los Angeles, svoltisi nel 1984, con una delegazione di 3 atleti. Per lo Stato africano è stata la prima partecipazione olimpica.

## Atletica leggera
| Gara     | Atleta                   | Finale  | Finale |
| Gara     | Atleta                   | Tempo   | Pos.   |
| -------- | ------------------------ | ------- | ------ |
| Maratona | Djama Robleh             | 2:11:39 | 8      |
| Maratona | Ahmed Salah              | 2:15:59 | 20     |
| Maratona | Omar Abdillahi Charmarke | 2:19:11 | 32     |